# Parti démocrate du peuple
Pour les articles homonymes, voir Parti démocrate et Parti du peuple.
Le Parti démocrate du peuple (国民民主党, Kokumin Minshutō, PDP), officiellement traduit en anglais par Democratic Party for the People (DPFP) et abrégé en japonais par 国民党 (Kokumintō) ou simplement 国民 (Kokumin), est un parti politique japonais, créé le 7 mai 2018 dans l'espoir de former la principale force d'opposition à la Diète.
Il porte le même nom en japonais qu'un précédent parti ayant existé de 1950 à 1952 et qui était officiellement traduit en anglais par National Democratic Party (l'expression japonaise de Kokumin, ou 国民, désignant à la fois le peuple au sens de ceux qui ont la nationalité japonaise et l'idée de nation).
Il est issu de la fusion de l'ancien premier parti d'opposition entre 2016 et 2017, le Parti démocrate progressiste (民進党, Minshintō, fondé en 2016 par la réunion de l'ancien Parti démocrate du Japon ou PDJ qui a gouverné de 2009 à 2012 et du Parti de la restauration, et qui s'est progressivement divisé à la veille des élections législatives de 2017) et du Parti national (国民党, Kokumintō, fondé le 7 mai 2018 par la majorité des parlementaires du Parti de l'espoir, lui-même créé en 2017 par la populaire gouverneure de Tokyo Yuriko Koike sur une base libérale-conservatrice et populiste et qui a réalisé une contre-performance aux élections législatives de 2017 en ne parvenant pas à s'imposer comme la première formation de l'opposition).
Se présentant comme un parti centriste et voulant incarner une troisième voie entre le nationalisme conservateur du Parti libéral-démocrate (PLD) et le constitutionnalisme pacifiste du Parti démocrate constitutionnel (PDC), il réunit en vérité différentes tendances qui défendent des idéologies allant du social-libéralisme au libéral-conservatisme, mais partagent une vision commune concernant la critique de la haute administration d'État, la défense d'une sortie progressive du nucléaire civil et une approche pragmatique concernant la sécurité du pays.
La majorité des membres du parti rejoint le 15 septembre 2020 le Parti démocrate constitutionnel. Une minorité des militants, dont le président Yūichirō Tamaki, a cependant refusé cette fusion, et a recréé le parti.

## Histoire
Après cinq victoires successives du Parti libéral-démocrate de Shinzō Abe (aux élections législatives du 16 décembre 2012, lors du renouvellement de la moitié de la Chambre des conseillers du 21 juillet 2013, aux élections législatives du 14 décembre 2014, aux élections à la chambre haute du 10 juillet 2016 et aux élections législatives du 22 octobre 2017), l'opposition japonaise se retrouve de plus en plus affaiblie et éclatée. En effet, chacun de ces scrutins ont été marqués par des échecs importants pour les principaux partis du centre ou du centre-gauche. Tout particulièrement, celui de 2012 a été interprété par les analystes comme par les hommes politiques de tous camps comme un vote sanction contre le Parti démocrate du Japon après trois années de gestion chaotique plutôt que comme un vote d'adhésion au programme de Shinzō Abe. Puis, les résultats électoraux de 2013, 2014, 2016 et 2017 ont été analysés comme la conséquence d'une incapacité pour les forces d'opposition à proposer une alternative crédible face à un Cabinet Abe resté assez populaire en raison d'une stabilité politique inédite depuis six ans et d'une certaine reprise économique,. Pourtant, des premiers signes d'usure se font jour dans les sondages, alimentés par quelques scandales (notamment celui de la Moritomo Gakuen touchant directement le Premier ministre et plusieurs de ses proches, dont son épouse Akie Abe) et par des mouvements populaires de contestation assez forts contre les lois sur la paix et la sécurité de 2016 (et plus généralement contre le projet de révision des dispositions pacifistes de l'article 9 de la constitution japonaise, un des principaux chevaux de bataille de Shinzō Abe) ou encore contre la relance de réacteurs nucléaires. La défaite du PLD aux élections à l'Assemblée métropolitaine de Tokyo du 2 juillet 2017 apparaît alors pour les observateurs de la vie politique japonaise comme le premier signe, en cinq ans, d'une possible alternance au niveau national : la grande gagnante de ce scrutin, la gouverneure de Tokyo Yuriko Koike, dissidente du PLD et ancienne alliée de Shinzō Abe devenue l'une de ses principales opposantes, fonde alors son propre parti pour concourir aux élections législatives anticipées d'octobre 2017, le Parti de l'espoir. Cela provoque surtout l'éclatement du principal parti d'opposition, le Parti démocrate progressiste (PDP), de plus en plus tiraillé entre les différentes tendances idéologiques qui le composent : de nombreux parlementaires de son aile droite, plutôt libéraux-conservateurs et assez favorables à une réforme des clauses pacifistes de la Constitution, rejoignent le Parti de l'espoir, tandis que les plus fervents défenseurs de ce pacifisme constitutionnel et les principales figures de l'aile gauche sociale-libérale voire sociale-démocrate créent le Parti démocrate constitutionnel. Les autres députés sortants du PDP participent pour leur part aux élections législatives comme indépendants. Ces divisions, ainsi que le fait que Yuriko Koike ne se présente pas directement à ces législatives (ce qui l'empêche d'être Premier ministre en cas de victoire de son parti) font que le Parti de l'espoir, pourtant porté par de bons sondages en début de campagne, n'arrive qu'en troisième position, loin derrière le PLD mais en étant aussi devancé par le PDC. À la suite de cet échec, Yuriko Koike abandonne la présidence du parti à un député peu connu du grand public, Yūichirō Tamaki, et se détourne de la scène politique nationale pour se concentrer sur son mandat local. Le PDP, lui-aussi vidé de la plupart de ses ténors, élit à sa tête un élu de la chambre haute à la faible notoriété, Kōhei Ōtsuka, favorable à un rapprochement entre les deux partis qui pâtissent désormais tous deux de scores très faibles dans les sondages (souvent inférieurs à 1 % d'indice de confiance). Après une tentative avortée de création de groupes conjoints dans les deux chambres en janvier 2018, la fusion est finalement annoncée par les deux dirigeants en avril 2018. Toutefois, une minorité de parlementaires des deux formations refusent de rejoindre ce nouveau mouvement, certains rejoignant le PDC (dont l'ancien Premier ministre Yoshihiko Noda), d'autres restent au sein du Parti de l'espoir pour continuer à le faire vivre.
Lors des élections à la Chambre des conseillers de juillet 2025, le PDP remporte 17 sièges, bien plus que ses quatre sièges d'avant les élections. Le parti attribue ce succès électoral à l'attention portée aux travailleurs et aux propositions d'abaissement des taxes qu'ils paient, ainsi qu'aux accords préélectoraux noués avec le parti démocrate constitutionnel.

## Exécutif

### Présidence
Par tradition, le Premier ministre du Japon est le dirigeant du parti politique qui possède la majorité au parlement. Le président (代表, daihyō, littéralement « représentant ») du PDP aurait, de ce fait, vocation à devenir le Premier ministre du Japon si le mouvement avait emporté des élections législatives. 

#### Élection du président
Lors du congrès fondateur du PDP le 7 juin 2018, et en attente de l'adoption de statuts définitifs, les derniers présidents des deux partis fusionnés, Kōhei Ōtsuka et Yūichirō Tamaki, ont été choisis pour codiriger le PDP.

#### Liste des présidents

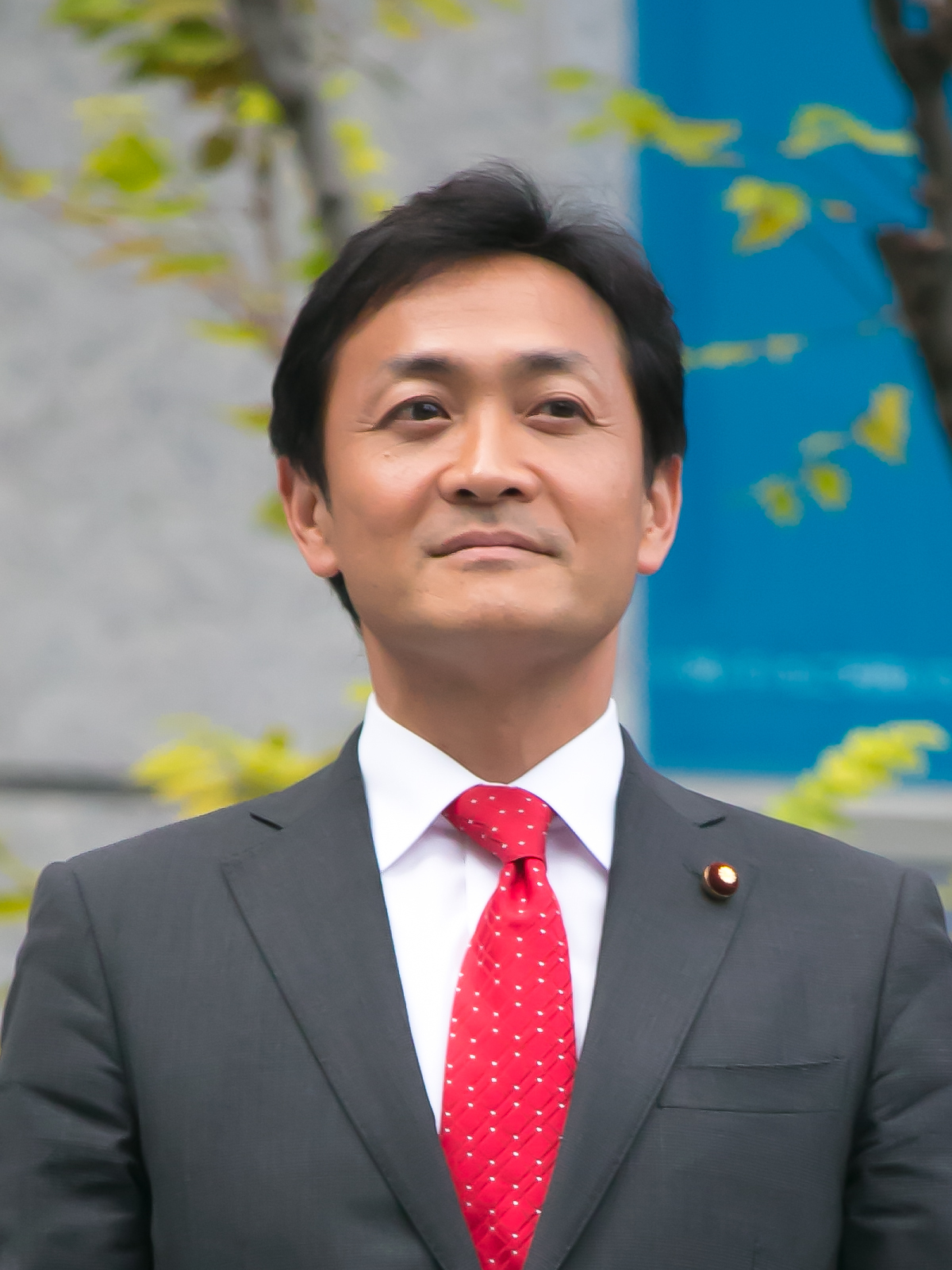
Yūichirō Tamaki, président du parti depuis le 7 mai 2018.

1. 7 mai - 4 septembre 2018 : Kōhei Ōtsuka et Yūichirō Tamaki.
2. 4 septembre 2018 - : Yūichirō Tamaki.

### Bureau politique

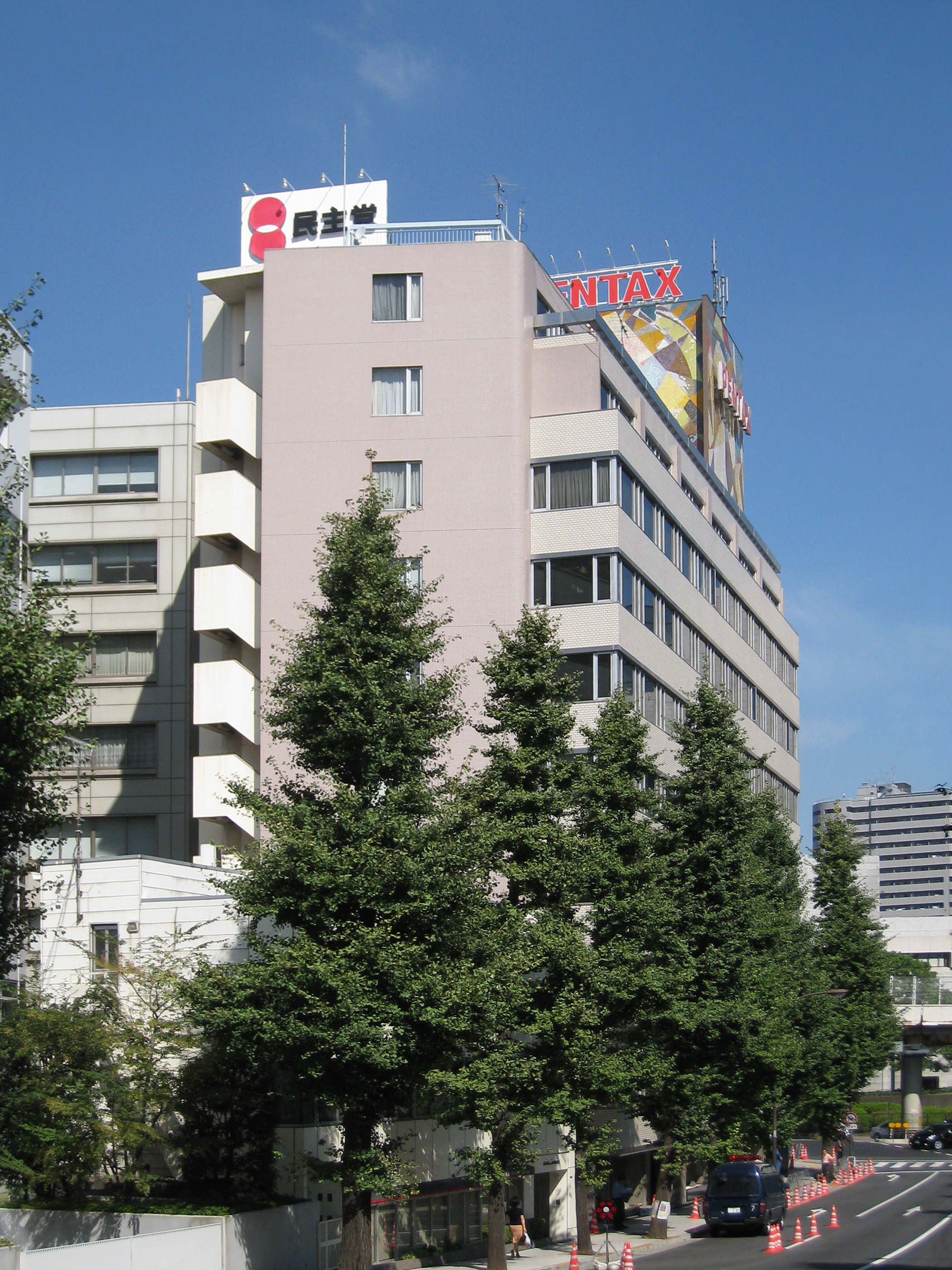
L'ancien siège du PDJ puis du Parti démocrate progressiste, devenu le siège du PDP.

Les membres du bureau central du parti sont nommés par le président du parti. La direction actuelle a été nommée le 7 mai 2018 à la suite de l'élection de Kōhei Ōtsuka et Yūichirō Tamaki à la tête du parti :
- Présidents : Kōhei Ōtsuka (ex-PDJ, ex-PDP, également président du groupe à la Chambre des conseillers) - Yūichirō Tamaki (ex-PDJ, ex-PDP, ex-Parti de l'espoir)
  - Président délégué : Kazuhiro Haraguchi (ex-PDJ, ex-PDP)
  - Vice-présidents : Shū Watanabe (ex-PDJ, ex-PDP, ex-Parti de l'espoir) -  Masao Kobayashi (ex-PDJ, ex-PDP)
- Secrétaire général : Motohisa Furukawa (ex-PDJ, ex-PDP, ex-Parti de l'espoir)
  - secrétaire général adjoint : Teruhiko Mashiko (ex-PDJ, ex-PDP)
  - vice-secrétaires généraux : Shūji Kira (ex-PDJ, ex-PDP, ex-Parti de l'espoir) - Kensuke Ōnishi (ex-PDJ, ex-PDP, ex-Parti de l'espoir) - Kazuya Shimba (ex-PDJ, ex-PDP, également secrétaire général du groupe à la Chambre des conseillers) - Masayo Tanabu (ex-PDJ, ex-PDP)
- Président du groupe PDP à la Chambre des conseillers : Kōhei Ōtsuka (ex-PDJ, ex-PDP, également coprésident du parti)
  - secrétaire général du groupe PDP à la Chambre des conseillers : Kazuya Shimba (ex-PDJ, ex-PDP, également vice-secrétaire général du parti)
  - présidente du Comité des Affaires de la Diète pour le groupe PDP à la Chambre des conseillers : Yasue Funayama (ex-PDJ, ex-indépendante)
- Président du Comité des Affaires générales : Hirofumi Hirano (ex-PDJ, ex-PDP)
- Président de l'Assemblée générale des Parlementaires : Minoru Yanagida (ex-PDJ, ex-PDP)
- Président du Comité des Affaires de la Diète : Kenta Izumi (ex-PDJ, ex-PDP, ex-Parti de l'espoir)
- Président du Comité des campagnes électorales : Atsushi Ōshima (ex-PDJ, ex-PDP, ex-Parti de l'espoir)
- Président du Comité de l'Organisation : Mitsuru Sakurai (ex-PDJ, ex-PDP)
- Président du Comité de recherche politique : Shin'ya Adachi (ex-PDJ, ex-PDP)
  - Président délégué du Comité de recherche politique : Takeshi Shina (ex-PDJ, ex-PDP, ex-Parti de l'espoir)
  - Vice-président du Comité de recherche politique : Yūichi Gotō (ex-PDJ, ex-PDP, ex-Parti de l'espoir)
- Présidente du Quartier-général de la promotion de l'égalité hommes-femmes : Eri Tokunaga (ex-PDJ, ex-PDP)
- Auditeur permanent : Kusuo Ōshima (ex-PDJ, ex-PDP)
- Auditeur des comptes : Kazuya Kondō (ex-PDJ, ex-PDP, ex-Parti de l'espoir)
- Présidents du Conseil exécutif permanent (assurent l'intérim du bureau après sa démission ou son empêchement, et préparent les élections du ou des présidents) : Shūhei Kishimoto (ex-PDJ, ex-PDP, ex-Parti de l'espoir) - Yūichirō Hata (ex-PDJ, ex-PDP)

## Idéologie
Le Parti démocrate du peuple reprend la plupart des principes de l'ancien PDP, à savoir : « liberté » (「自由」, "jiyū"), « symbiose » (「共生」, "kyōsei"), « responsabilité pour le futur » (「未来への責任」, "mirai-he no sekinin").